# Svenska mästerskapen i dressyr 2010
Svenska mästerskapen i dressyr 2010 arrangerades av Strömsholms ridsportförening och avgjordes i Strömsholm. Tävlingen var den 60:e upplagan av Svenska mästerskapen i dressyr.

## Resultat
| Placering | Ryttare                    | Häst       |
| --------- | -------------------------- | ---------- |
| 1         | Tinne Vilhelmsson          | Favourit   |
| 2         | Minna Telde                | Larina Höm |
| 3         | Charlotte Haid Bondergaard | Lydianus   |